# Муканна
Муканна (араб. المقنع‎, что значит «закрытый покрывалом») — хорасанский проповедник, предводитель сектантского течения и восстания против Аббасидов, которое в правление халифа аль-Махди (775—785 годы) охватило весь Мавераннахр. Настоящее имя, предположительно — Хашим ибн Хаким.
В Таджикистане считается одним из защитников, героев таджикского народа.

## Сведения о Муканне
Подробности восстания Муканны известны плохо, исторические сведения о нём смешаны с легендами и противоречат друг другу; наиболее значимы предания, собранные аль-Бируни в труде «Известия об одетых в белое и карматах». Известно, что проповедник был уроженцем Мерва, участвовал в мятеже Абу Муслима и впоследствии свято чтил его память. Заручившись поддержкой крестьян-согдийцев и кочевников-тюрков, он в 777 году поднял восстание «людей в белых одеждах»: белый цвет одежд согдийцев контрастировал с чёрными одеяниями приверженцев халифа.
Муканна привлёк под свои знамёна оставшихся сторонников Абу Муслима и хуррамитов. Его учение представляло собой причудливую смесь маздакизма с мистическим течением в исламе, стремившимся постигнуть сокровенный смысл Корана. Он верил в переселение душ и поражал своих сторонников магическими действами. «Пророк» утверждал, что Бог создал Адама по своему подобию и затем раз за разом воплощался в Ное, Аврааме, Моисее, Иисусе, Мухаммеде, Али, его сыне Мухаммеде, Абу Муслиме и, наконец, в Муканне, который представляет собой венец творения.
Чтобы не ослепить окружающих своей неземной красотой, Муканна и скрыл своё лицо за шёлковым покровом (а также, согласно ряду сообщений, под самодельной маской из золота). Аббасиды же распускали слухи, что «пророк» прячет лицо оттого, что он плешив и крив на один глаз.

## Восстание
Восстание быстро распространилось по Мавераннахру, захватив Бухару и Самарканд. «Муканне» удалось отбить войска халифа, присланные из Багдада на подмогу наместнику Хорасана. Около 783 года он был заперт сторонниками халифа в крепости Санам близ Кеша. Видя бесполезность дальнейшего сопротивления, приверженцы стали покидать Муканну. Он не соблюдал многих запретов ислама, чем стяжал себе дурную славу еретика.
Сведения о его кончине разноречивы. Одни авторы пишут, что он отравился, другие — что вместе со своим семейством и приближёнными взошёл на погребальный костёр, дабы его душа по иранской традиции вознеслась к небу. Слава Муканны пережила столетия. «Люди в белых одеждах» до XII века ожидали возвращения своего «махди» в новой ипостаси. По-видимому, «разгром Муканны означал окончательное утверждение ислама в Средней Азии, а все последующие восстания уже не имели антимусульманской направленности».
Автор «Истории Бухары» ан-Наршахи (X век) указывает, что у сторонников Муканны в обычае было свободное отношение с женщинами: «жён своих… считают дозволенными для всех мужчин в своей среде».

## Муканна в позднейшей культуре
История Муканны стала известна в Европе в начале XIX века, когда её описал в поэме «Покровенный пророк Хорасана» (1817) англо-ирландский поэт-романтик Томас Мур. Х. Л. Борхес обратился к этому сюжету в раннем рассказе «Хаким из Мерва, красильщик в маске» (1934). В Нью-Йорке с 1889 года действует масонское общество «покровенных пророков». Восстанию посвящён исторический очерк Садриддина Айни «Восстание Муканны» (1944).